# Torymus isajevi
Torymus isajevi är en stekelart som beskrevs av Zerova och Dolgin 1986. Torymus isajevi ingår i släktet Torymus och familjen gallglanssteklar. Inga underarter finns listade i Catalogue of Life.